# 102e bataillon de chasseurs alpins
Le 102e bataillon de chasseurs alpins (102e BCA) est une unité d'infanterie de l'Armée de terre française.
Créé en 1915, le bataillon combat pendant la Première Guerre mondiale sous le nom de 102e bataillon de chasseurs à pied (102e BCP). Recréé au début de la Seconde Guerre mondiale comme bataillon de chasseurs alpins, il est dissous en 1940.
Chef de corps en 1940: jacques Duge de Bernonville

## Création et différentes dénominations
- 12 mai 1915 : formation du 102e bataillon de chasseurs à pied,
- Mars 1919 : dissolution
- septembre 1939 : formation du 102e bataillon de chasseurs alpins
- juillet 1940 : dissolution

## Première Guerre mondiale

### Rattachements
- 157e division d'infanterie d'avril 1915 à mars 1916
  - 314e brigade d'infanterie
- 133e division d'infanterie de mars 1916 à la fin de la guerre
  - 314e brigade d'infanterie de mars à août 1916
  - 214e brigade d'infanterie d'août 1916 à novembre 1917
  - 15e groupe de chasseurs de novembre 1917 à la fin de la guerre

### 1915
Champagne (Bois Raquette, Bois 2 et 5). Haute Alsace.

### 1916
Haute Alsace. Verdun (Fleury, la Fausse Côte, Les ouvrages de Lorient, Bezonvaux).

### 1917
Chemin des Dames (La Déva). Flandres (Merkem, Nieuport).

### 1918
Aisne (Hangest en Santerre, Moreuil). Belgique (Meteren). Oise (Tricot). Beuvraignes. St-Quentin, Bataille de Guise.

### 1919
Dissolution

## Seconde Guerre mondiale

### Rattachement
- 65e division d'infanterie de septembre 1939 à juillet 1940
  - 46e demi-brigade de chasseurs alpins

### 1939
Lors de la mobilisation de septembre 1939, le bataillon est mis sur pied à Camaret-sur-Aigues, comme unité de réserve de série B (réservistes les plus âgés). Avec sa division, il rejoint en novembre la zone au nord de Nice.

### 1940

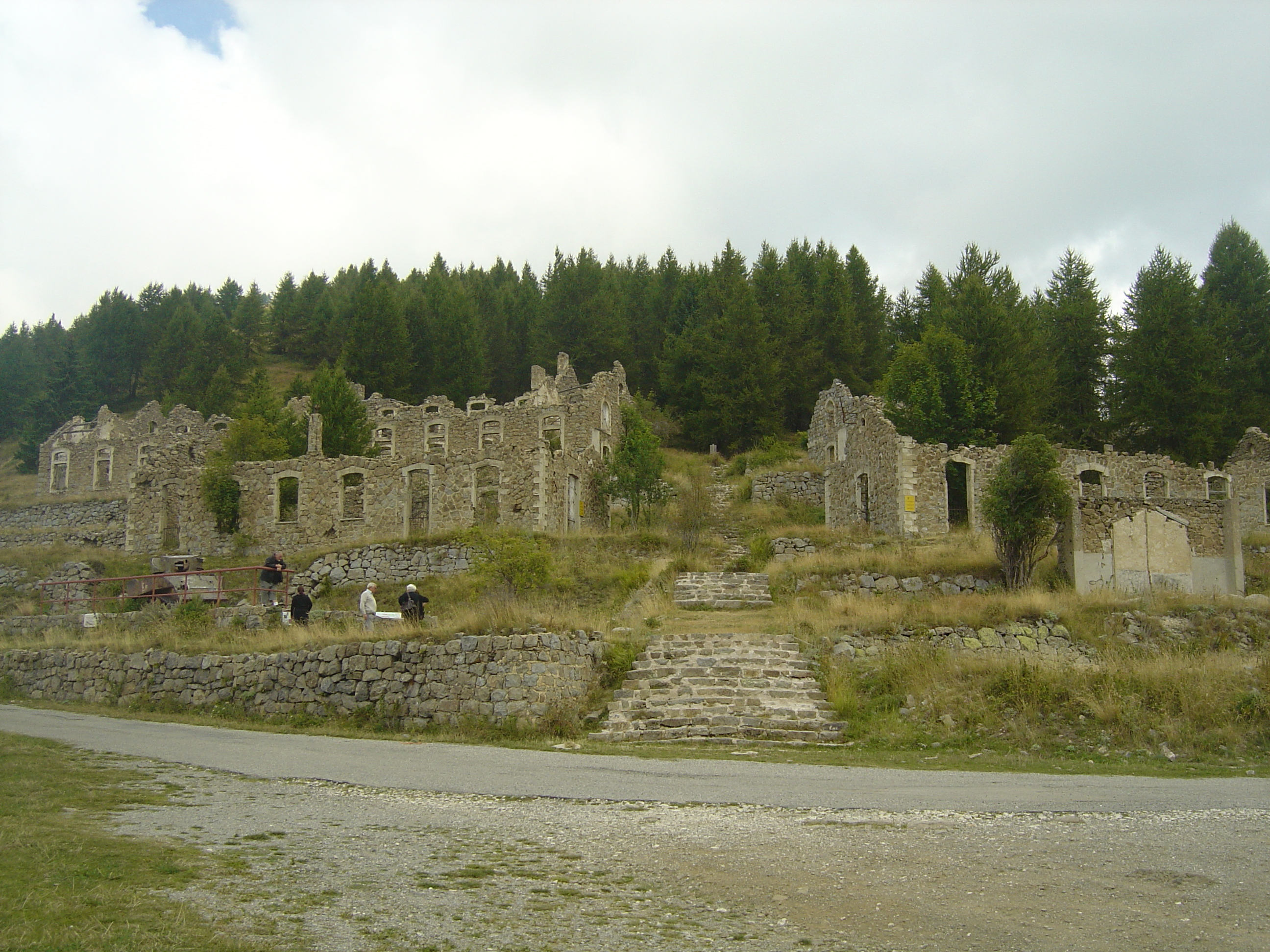
Le camp de Cabanes Vieilles, tenu en 1940 par les éclaireurs-skieurs du, ici photographié en 2016.

En mai-juin 1940, la 46e demi-brigade dont fait partie le 102e BCA assure la défense du massif de l'Authion. La division et ses unités sont dissoutes mi-juillet, invaincues. La section d'éclaireurs-skieurs du bataillon, stationnée en juin 1940 à Scarassoui et aux Cabanes Vieilles, est citée à l'ordre de la division.

## Traditions

### Devise
- Élan et confiance[1]

### Insigne
L'insigne est réalisé en 1939 par la maison Arthus-Bertrand pour le 102e BCA. Il présente un élan (alces) dans le cor des chasseurs, jeu de mots avec la devise du bataillon. Le cor porte le numéro 102 sur le pavillon.

### Drapeau
Comme tous les autres bataillons et groupes de chasseurs, le 102e bataillon ne dispose pas d'un drapeau propre mais du drapeau des chasseurs.

## Chefs de corps
- 1915 : chef de bataillon Moreau,
- 1915 : chef de bataillon Dennery,
- 1916 : commandant Drahonnet,
- 1916 : commandant Florentin,
- 1917 : commandant de La Pomélie,
- 1918 : commandant Autié,
- 1918 : chef de bataillon Louveau
- 1939 : ?

## Sources et bibliographie
- Historique du 102e bataillon de chasseurs à pied pendant la guerre 1914-1918, Nancy, Berger-Levrault, 14 p., lire en ligne sur Gallica.